# Oligoclada walkeri
Oligoclada walkeri är en trollsländeart som beskrevs av Dirk Cornelis Geijskes 1931. Oligoclada walkeri ingår i släktet Oligoclada och familjen segeltrollsländor. Inga underarter finns listade i Catalogue of Life.